# Kurt Voß (Journalist)
Kurt Voß (auch: Kurt Voss, * 15. September 1896 in Hattingen an der Ruhr; † 7. September 1939 südwestlich von Petrikau in Polen) war ein deutscher Journalist und NS-Chefredakteur, der sich kulturpolitisch insbesondere nach der Machtergreifung als Gegner der seinerzeit vor allem in Hannover wirkenden Avantgarde der 1920er und 1930er Jahre betätigte.

## Leben
Geboren zur Zeit des Deutschen Kaiserreichs, meldete sich Kurt Voß nach seinem Abitur 1914 als Freiwilliger für den soldatischen Dienst im Ersten Weltkrieg, während dessen er bereits als 19-Jähriger zum Leutnant befördert wurde und zuletzt als Kompaniechef wirkte.
Zur Zeit der Weimarer Republik begann Voß 1919 ein Studium der Literatur- und Kunstgeschichte sowie der Philosophie und wurde 1921 zum Dr. phil. promoviert. Noch im selben Jahr erhielt der junge Mann in Hannover den Posten des Schriftleiters des Feuilletons beim Hannoverschen Kurier.
Bereits in diesen Goldenen Zwanziger tat sich Kurt Voß als engagierter Kritiker, bald auch als entschiedener Gegner der avantgardistischen Kunstszene Hannovers hervor. 1931 stieg er zum Feuilletonchef des Hannoverschen Kuriers auf. Im selben Jahr war Voß zeitweilig Schriftführer des Kulturrings, des Organs verschiedener hannoverscher Kulturvereine. Mehr noch überzeugt von den Möglichkeiten der „Großmacht Rundfunk“, wurde Voß, ebenfalls 1931 - Mitbegründer des Rundfunkausschusses der von Hamburg aus operierenden Nordischen Rundfunk AG (NORAG).
Nach der Machtergreifung durch die Nationalsozialisten 1933 und dem durch diese rasch „erzwungenen Rücktritt“ des „Hauptschriftleiters“ Walther Jänecke trat Voß, der am 1. Mai 1933 in die NSDAP eintrat und sich deren Ideologie zu eigen machte, Jäneckes Nachfolge als Hauptschriftleiter beim Hannoverschen Kurier an. Nur wenige Monate später wurde Voß im August 1933 Leiter des Ressorts „Künstlerisches Schrifttum der nationalsozialistischen Kultur-Überwachungsausschüsse der Provinz Hannover“. Zudem wurde er Fachgruppenleiter des NS-Kampfbundes für deutsche Kultur, war er Mitbegründer der Niedersächsischen Landesbühne.
Nur wenige Tage nach dem deutschen Überfall auf Polen zu Beginn des Zweiten Weltkrieges fiel Kurt Voß Anfang September 1939 südwestlich des polnischen Ortes Petrikau.